# Heinrich Schlagewerth
Heinrich Schlagewerth (* 2. Mai 1890 in Duisburg; † 11. August 1951 ebenda) war ein kommunistischer deutscher Politiker.

## Leben
Der gelernte Bauhandwerker siedelte vor dem Ersten Weltkrieg nach Mönchengladbach über und wurde zu Kriegsbeginn 1914 zur Infanterie eingezogen. Dort verwundet, entwickelte er sich zum Kriegsgegner, wurde 1916 wegen „unerlaubter Entfernung von der Truppe“ zu 18 Monaten Gefängnis verurteilt und trat 1918 der USPD bei, wo er zum linken Parteiflügel gehörte, welcher sich 1920 mit der KPD zur VKPD zusammenschloss.
Seit 1923 Vorsitzender der KPD in Mönchengladbach, gehörte Schlagewerth zum „ultralinken“ Flügel der KPD und zog im Dezember 1924 für den Wahlkreis Düsseldorf-West in den Reichstag ein, welchem er bis 1928 angehörte. Bei den Fraktionskämpfen innerhalb der KPD arbeitete er eng mit Ernst Schwarz und vor allem mit Karl Korsch zusammen und wurde im August 1926 aus der KPD ausgeschlossen. Die KPD versuchte später – erfolglos – Schlagewerth für die Partei zurückzugewinnen, Philipp Dengel bot ihm in diesem Zusammenhang 2000 Reichsmark an. Im Reichstag schloss er sich der Gruppe der Linken Kommunisten an und war für die vom Kreis um Korsch herausgegebene Zeitschrift Kommunistische Politik presserechtlich verantwortlich. Daneben war er bis 1931 unabhängiger kommunistischer Stadtverordneter in Mönchengladbach und seit 1929 Vorsitzender der dortigen Ortsgruppe der linkskommunistischen Gewerkschaft Deutscher Industrie-Verband (DIV).
Nach der „Machtübernahme“ der NSDAP waren Schlagewerth und seine Gruppe in der Illegalität im Widerstand gegen den Nationalsozialismus tätig und kooperierten im Raum Mönchengladbach mit anderen linken Organisationen. Nachdem ein erstes Strafverfahren 1935 gegen ihn noch eingestellt worden war, wurde er im Oktober 1936 erneut von der Polizei verhaftet und belastete durch seine Aussagen diverse Widerstandskämpfer in der Region. Die Gestapo konnte auf Grund der Angaben Schlagewerths die örtlichen Strukturen von KPD, KPO, FAUD und IKD zerschlagen. In seinen Aussagen gab Schlagewerth an, sich zwischen 1934 und 1936 vom Kommunisten zum Nationalsozialisten gewandelt zu haben, daneben belastete er, mit antisemitischen Untertönen versehen, besonders den KPO-Funktionär Dagobert Lubinski, welcher später in Auschwitz ermordet wurde. Insgesamt führten Schlagewerths Einlassungen zu Gerichtsverfahren gegen mindestens 57, nach anderen Angaben gegen bis zu 300 Personen, er selbst wurde vom OLG Hamm 1938 zu drei Jahren Zuchthaus und Ehrverlust verurteilt. Nach der Verbüßung der Haftstrafe wurde er auf Grund der Intervention der örtlichen Gestapo nicht, wie vom Reichssicherheitshauptamt angeordnet, in ein Konzentrationslager überstellt, sondern freigelassen.
Von 1939 bis 1945 lebte und arbeitete er in Duisburg und Osnabrück, nach der Befreiung vom Nationalsozialismus betätigte er sich nicht weiter politisch.